# Брендан Роџерс
Брендан Роџерс (енгл. Brendan Rodgers; рођен 26. јануара 1973. године) је северноирски фудбалски тренер и бивши фудбалер, тренутно менаџер Селтика.
Роџерс је започео своју каријеру као одбрамбени играч у нижеразредном клубу Балимена Јунајтед, где је остао до осамнаесте године када је потписао професионални уговор са фудбалским клубом Рединг где је остао све до двадесете године када га је тешка повреда колена удаљила са фудбалског терена па је морао да заврши каријеру и посветио се тренерском послу, играјући још пар година рекреативно фудбал за нижеразредне клубове. После периода када је у Шпанији проучавао различите тренерске методе, Жозе Мурињо га је узео за тренера младог тима у Челсију, 2004. године, а 2006. године је постао тренер резервног тима.
Од 2008. године је почео самосталну тренерску каријеру, као менаџер Вотфорда, да би годину дана касније постао менаџер свог бившег клуба Рединга, али се тамо није дуго задржао и напустио је клупу Рединга после шест месеци због лоших резултата. Од 2010. године је био менаџер велшког клуба Свонзи са којим је изборио промоцију у Премијер лигу и у првој сезони заузео 11. место са тим клубом. Резултати са Свонзијем су га препоручили управи Ливерпула и 1. јуна 2012. постао је менаџер Ливерпула уместо Кенија Даглиша који је са Ливерпулом претходну сезону завршио на осмом месту. Са Ливерпулом у првој сезони није остварио велики напредак у резултату, освојио је седмо место, али је био евидентан напредак у игри Ливерпула и много офанзивнија и бржа игра у односу на претходну сезону. У текућој сезони, три кола пре завршетка првенства, Ливерпул је на изненађење већине навијача и љубитеља фудбала први на табели са великим изгледима да освоји титулу после 24 године.
Роџерс је ожењен Сузан са којом има сина Антона који је професионални фудбалер у екипи Олдам Атлетик и ћерку Мишу.

## Детињство и младост
Роџерс је рођен на обали мора, у месту Карнлох у Северној Ирској. Његов отац Малаки је био молер и декоратер, док је његова мајка Кристина била волонтер у ирској католичкој хуманитарној организацији Трокаир. Брендан је најстарији од петорице дечака у породици. Његов млађи брат Малаки је постао познат као певач кантри музике и тренутно ствара каријеру у Нешвилу, на америчком средњем западу. Брендан је одрастао као навијач клуб Шефилд Вензди.
Бренданов отац је био католик, а мајка протестанткиња. Основну школу "Сви свети" завршио је у Балимени, а затим колеџ "Сент Патрик" у граду. Због тога што му је отац био католик а мајка протестанткиња религија никада није пресудно утицала на Бренданов живот. Бренданова мајка Кристина умрла је 2010. године, у 53. години живота, а недуго затим и његов отац, умро је у септембру 2011. године у 59. години живота.

## Фудбалски почеци
Као тинејџер Брендан је представљао Северну Ирску на нивоу основних школа, играјући против Бразила 1988. године, а такође је у том узрасту играо и за Републику Ирску. Сениорску каријеру започео је као одбрамбени играч у локалном тиму Балимена Јунајтед, 1987. године. Три године касније је прешао у Рединг и потписао први професионални уговор, када је имао непуних 18 година. Међутим, његова каријера није дуго трајала јер је у двадесетој години доживео тешку повреду колена и морао је да окачи копачке о клин. Неколико година потом је играо у полупрофесионалним тимовима док је радио као тренер омладинаца Рединга. Роџерс је потрошио доста времена путујући по Шпанији и изучавајући различите тактике фудбалске игре, а онда је 2004. на препоруку Стива Кларка добио позив од Жозеа Муриња да постане тренер младог тима Челсија. Две године касније промовисан је у тренера резервног тима и на тој позицији је остао и после одласка Муриња, док су менаџери првог тима били Аврам Грант, па затим и Луис Фелипе Сколари.

## Тренерска каријера

### Вотфорд
Своју прву ролу као менаџер првог тима Роџерс је остварио у Вотфорду, тиму који је тада играо у Чемпионшипу. Преузео је тим 24. новембра 2008. године. У својих првих тринаест утакмица остварио је само две победе и у јануару 2009. године Вотфорд се налазио у зони испадања, међутим Роџерс је успео да поправи форму тима и до краја је са Вотфордом успео да оствари опстанак у лиги и освоји 13. место на табели.

### Рединг
Недељу дана по обезбеђивању опстанка Вотфорда у Чемпионшипу и после отказа Стиву Копелу у Редингу, Роџерс је постао први фаворит за преузимање менаџерске позиције у свом бившем клубу. Пошто је Рединг платио Вотфорду 500.000 фунти стерлинга одштете, Роџерс је постао менаџер Рединга 5. јуна 2009. године. Прву победу са Редингом Роџерс је остварио 11. августа исте године у првој рунди Лига купа против клуба из Друге лиге (четвртог ранга Енглеског фудбала), Бартон Албиона резултатом 5-1. Упркос одличном старту у Чемпионшипу, услед серије лоших резултата, Роџерс је напустио Рединг већ 16. децембра 2009. године, остављајући Рединг на позицији на табели која је била једна изнад позиције води у нижи ранг. Ово му је био највећи неуспех у досадашњој каријери и једини пут да је неуспешно завршио започети посао.

### Свонзи Сити
После епизоди у Редингу, Брендан Роџерс је 16. јула 2010. године прихватио понуду велшког тима Свонзи Сити и постао њихов менаџер док се екипа налазила у Чемпионшипу. Његов почетак као менаџера Свонзија био је веома успешан, а фебруара 2011. године добио је и награду менаџера месеца у Чемпионшипу, када је Свонзи победио у пет од шест утакмица колико је играо тог месеца, на којима је њихов голман четири пута остао несавладан. Те исте године, после победе над Ипсвич Тауном од 4-1 на Стадиону Слободе у Свонзију, 25. априла, Роџерс је са Свонзијем обезбедио учешће у доигравању за попуну Премијер лиге, а недуго затим, 30. маја, је у финалу доигравања на Вемблију, победио свој бивши тим Рединг резултатом 4-2 и први пут у историји увео велшки тим у Премијер лигу.
Прву победу у Премијер лиги Роџерс је остварио 17. септембра 2011. године када је Свонзи победио Вест Бромвич Албион 3-0 на Стадиону Слободе у Свонзију. Упркос кладионичарским предвиђањима да ће Свонзи сезону завршити међу тимовима који испадају у Чемпионшип, њихова дебитанстска сезона је била веома импресивна, а Свонзи је освојио бодове и против великана какви су Њукасл, Ливерпул, Тотенхем и Челси. У јануару 2012. године Свонзи је први пут победио и на страни, против Астон Виле у Бирмингему, а тог истог месеца побеђен је Арсенал резултатом 3-2 и изборен је реми са Челсијем 1-1. Захваљујући овим резултатима Роџерс је добио награду за менаџера месеца јануара 2012. године у Премијер лиги. После овога Роџерс је потписао нови троипогодишњи уговор са Свонзијем, али се на клупи Свонзија није задржао још дуго. Победа над Ливерпулом од 1-0 у последњем мечу сезоне и освојено 11. место у дебитантској сезони у Премијер лиги препоручили су га управи Ливерпула и Брендан Роџерс је 1. јуна 2012. године потписао трогодишњи уговор са великаном енглеског фудбала, Ливерпулом.

### Ливерпул

#### Сезона 2012/13
Пошто је постао менаџер Ливерпула, одмах је добио јавну подршку од тадашњег тренера Реал Мадрида, Жозеа Муриња, који му је први дао прилику у Челсију, 2004. године. По преузимању Ливерпула Брендан је у јулу 2012. године написао отворено писмо навијачима Свонзија у којем се захвалио навијачима и упправи на времену проведеном у клубу и у којем им је пожелео блиставу будућност. Следећег дана одржао је и први тренинг са играчима Ливерпула у Мелвуду, тренинг центру Ливерпула, а пре почетка сезоне је вратио на голове Енфилда мреже црвене боје и на тај симболичан начин најавио да ће Енфилд Роуд поново постати неосвојива тврђава.
Већ 2. августа Роџерс је први пут водио Ливерпул као менаџер у такмичарској утакмици, побеђен је ФК Гомел из Белорусије са 1:0, у утакмици квалификација за Лигу Европе. Међутим, у Енглеској ствари нису текле по плану. У првој утакмици сезоне Вест Бром је убедљиво победио Ливерпул 3-0, а у првих пет кола забележена су само два нерешена резултата, уз три пораза. Међутим, навијачи нису губили наду, јер је од прве утакмице примећена промена у игри Ливерпула у односу на претходну сезону, јер је Ливерпул много више имао лопту у својим ногама и стварао више гол шанси него претходне сезоне. Прву лигашку победу Ливерпул је остварио тек у шестом колу, победом над Норичем у гостима 5-2, а на домаћем терену над Редингом 1-0, уз гол Рахим Стерлинга, играча који је поникао у Ливерпуловој академији и који у том моменту није имао још 18 година, али му је Брендан указао шансу у првој постави тима. До јануара Ливерпул је непланирано испао од Свонзија код куће у Лига купу и од Олдам Атлетика у гостима у ФА купу, али навијачи нису губили наду. У јануарском прелазном року у Ливерпул су стигли Бразилац Кутињо из Интера, везни играч, и нападач Данијел Стариџ, који није праву шансу добио ни у Манчестер Ситију, нити у Челсију. Са њима игра Ливерпула је постала још бржа и ефикаснија, а Роџерс је могао да настави да прави екипу и ствара игру за наредну сезону. У фебруару Ливерпул је испао у 1/16 финала Лиге Европе, после пораза у двомечу са Зенитом због мањег броја голова у гостима (0:2, 3:1). До краја сезоне у Премијер лиги Ливерпул је покушавао да стигне до четвртог места које води у квалификације у Лигу шампиона, али услед лошег старта и уигравања екипе у првом делу сезоне Ливерпул је сезону завршио на седмом месту, са освојеним 61 бодом, 12 мање од четвртопласираног Арсенала, али за једно место боље у односу на претходну сезону, и уз 24 гола више постигнута него у сезони пре доласка Брендана Роџерса. Ливерпул није изборио пласман ни у Лигу Европе и за следећу сезону постављен циљ је био пласман на четврто место и учешће у квалификацијама за Лигу шампиона.

#### Сезона 2013/14
Сезона 2013/14 за Брендана Роџерса почела је одмах по завршетку претходне сезоне. У клуб је на самом почетку прелазног рока доведен голман Сандерленда Симон Мињоле, да замени Пепеа Рејну, који је осам година био први голман Ливерпула, али у последњој сезони је имао превише киксева који су Ливерпул коштали бодова, затим времешни Коло Туре да попуни празнину у одбрани која је настала пензионисањем Џејмија Карагера и Јаго Аспас, нападач Селте, да на почетку сезоне одмени Луиса Суареза, који је кажњен неиграњен на 10 мечева због уједања Бранислава Ивановића на утакмици са Челсијем, у 34. колу претходне сезоне. Током лета клуб су напустили Пепе Рејна, који је отишао у Наполи на позајмицу, Стјуарт Даунинг и Енди Керол, који су продати Вест Хему, затим Џонџо Шелви, који је продат Роџерсовом бившем клубу, Свонзију, а на позајмицу су послати млади играчи Ливерпула, Сусо, Фабио Борини и Осама Асаиди. Припреме су завршене турнејом Ливерпула по Азији и Аустралији, а најимпресивнију слику су оставили навијачи у Мелбурну, њих 95.000 је у глас певало Ливерпулову химну и на тај начин показало приврженост клубу и на другом делу света и веру у боље дане под Бренданом Роџерсом. До краја прелазног рока у клуб су стигли леви бек Валенсије Али Сисоко, на позајмицу, крилни нападачи Луис Алберто из Севиље и Мозез из Челсија, на позајмицу, и дотадашњи капитен Пари Сен Жермена, Мамаду Сакхо, централни одбрамбени играч. Но, све би ово било мање битно да Роџерс и управа Ливерпула нису однели најважнију победу у прелазном року. У клубу је задржан Луис Суарез, поред Стивена Џерарда најбољи играч Ливерпула. На овај начин Роџерс је појачао места у тиму која су била проблематична у претходној сезони, а уз то задржао најбоље играче из претходне сезоне и тада је борба за што бољу позицију на крају сезоне могла је да почне.
Сезона је за Ливерпул почела као из бајке. У прве три утакмице Ливерпул је остварио три победе од 1-0, против Стоука, Астон Виле и Манчестер Јунајтеда, Мињоле је одбранио пенал у првој утакмици, у последњем минуту, Данијел Стариџ је постигао сва три гола и понео титулу играч месеца августа, а Брендан Роџерс је оправдано понео титулу менаџер месеца, први пут откад је преузео Ливерпул. После репрезентативне паузе дошло је до пада форме у игри Ливерпула, у петом колу забележен је први пораз, код куће од Саутхемптона, у Лига купу Ливерпул је поражен на Олд Трафорду од Манчестер Јунајтеда, али навијачи Ливерпула нису губили наду у боље партије тима. Од шестог кола у тим се вратио Луис Суарез и Ливерпул се до децембра месеца налазио међу водеће четири екипе, захваљујући одличним партијама нападачког тандема С и С, односно Суарез и Стариџ. До повреде Данијела Стариџа у утакмици са Евертоном, 23. новембра, њих двојица су заједно постигли 18 голова. После повреде Стариџа Луис Суарез је експлодирао, постигао десет голова у децембру месецу и Ливерпул је дочекао Божић као први на табели, са истим бројем бодова, али уз бољу гол разлику од Арсенала. После два узастопна пораза од Манчестер Ситија и Челсија истоветним резултатом 2-1, Ливерпул је Нову годину дочекао на петом месту и мало је њих који су веровали да ће Ливерпул изборити пласман у Лигу шампиона.
Међутим, од 1. јануара 2014. и победе над Хал Ситијем од 3-1 на Енфилду, почиње рапсодија Ливерпула. У наредних 16 утакмица Ливерпул није поражен, сем у 1/8 финала ФА Купа од Арсенала, сем клубова из Бирмингема, Астон Виле и Вест Бромвич Албиона, са којима је Ливерпул играо нерешено, сви остали противници су поражени, Ливерпул је освојио 44 од могућих 48 бодова и последња три кола дочекује као први на табели са пет бодова више од Челсија и шест од Манчестер Ситија, од кога има утакмицу више, и као највећи фаворит за титулу, а директан пласман у Лигу шампиона је остварен тако да је основни циљ са почетка сезоне у потпутности остварен. Под командом Брендана Роџерса Ливерпул је у другом делу сезоне на 16 утакмица постигао 52, а примио 21 гол, тандем Суарез - Стариџ је први нападачки тандем Ливерпула после педесет година који је дао више од 20 голова сваки, укупно 50 до сада, а поред њих и капитен Стивен Џерард је дао више од 10 голова, док је Рахим Стерлинг експлодирао у другом делу сезоне и дао неколико веома важних голова, а Мартин Шкртел је најефикаснији одбрамбени играч лиге са постигнутих седам голова у досадашњем делу сезоне. Због фантастичних резултата Ливерпула Роџерс је у марту поново добио титулу менаџера месеца, други пут у сезони, а Луис Суарез и Стивен Џерард су поделили награду за играча месеца, док је Суарез то признање сам остварио после фантастичних игара у децембру. Међутим у 36. колу Ливерпул је доживео пораз код куће од Челсија 0-2 и на тај начин смањио своје шансе за титулу. У последња два кола Ливерпул је у Лондону у последњих 11 минута прокоцкао вођство од 3:0 против Кристал Паласа и утакмица је завршена нерешеним резултатом, 3:3, а 11. маја на Енфилд Роуду побеђен је Њукасл резултатом 2:1 и на тај начин је првенство окончано на другом месту, са освојена 84 бода, два мање од шампиона Манчестер Ситија. Брендан Роџерс никако не може бити незадовољан сезоном јер је довео Ливерпул са седмог на друго место Премијер лиги, после годину дана, изборио је пласман у Лигу шампиона после пет сезона, Ливерпул је играо најлепши фудбал у Енглеској, са просеком од скоро четири гола на утакмици, а он лично је са Тонијем Пјулисом из Кристал Паласа поделио титулу менаџера године. Но, остаје жал за неискориштеном шансом и испуњењем снова да се титула врати на Енфилд Роуд после 24 године поста. Док су играчи на одмору или играју на Светском првенству у Бразилу Брендану Роџерсу предстоји узбудљив прелазни рок и попуњавање рупа у тиму јер ће Ливерпул у сезони 2014/15. играти на четири фронта и од њих ће се очекивати успеси и у Енглеској, али и у најелитнијем европском клупском такмичењу, Лиги шампиона.

## Породица и лични живот
Брендан Роџерс је ожењен Сузан, са којом има сина Антона, професионалног фудбалера у тиму Олдам Атлетик и ћерку Мишу. Брендан носи надимак Зека или на енглеском "Buck", који је добио по популарном јунаку цртаног филма са почетка 90-их, Зеки Роџерсу. Због своје посвећености Ливерпулу и одличних резултата у другој сезони на клупи клуба навијачи Ливерпула, популарни Скаузери, су му испевали песму са следећим текстом:
Brendan Rodgers, Brendan Rodgers, Brendan Rodgers Liverpool, We're on our way to glory, Built the team like Shankly did, And kids will have a story...

## Трофеји (као тренер)
Свонзи Сити
- Чемпионшип : 3. место 2010/11. (пласман у Премијер лигу кроз плеј–оф)

Селтик
- Првенство Шкотске (4) : 2016/17, 2017/18, 2023/24, 2024/25.
- Куп Шкотске (3) : 2016/17, 2017/18, 2023/24.
- Лига куп Шкотске (4) : 2016/17, 2017/18, 2018/19, 2024/25.

Лестер Сити
- ФА куп (1) : 2020/21.
- ФА Комјунити шилд (1) : 2021.